# Gnowellen
Gnowellen ist ein Ort im australischen Bundesstaat Western Australia. Er liegt etwa 82 Kilometer nordöstlich von Albany. Der Ort liegt im traditionellen Siedlungsgebiet des Aborigines-Stammes der Mineng.

## Geografie
Südlich des Ortes liegen Kojaneerup South und Wellstead, östlich Boxwood Hill und nördlich Monjebup. Im Westen grenzt der Ort an den Stirling-Range-Nationalpark.
Zum Meer im Süden sind es über 20 Kilometer Luftlinie. Zu Gnowellen gehören die Naturschutzgebiete Pallinup Nature Reserve und Mailalup Nature Reserve.

## Bevölkerung
Der Ort Gnowellen hatte 2016 eine Bevölkerung von 26 Menschen, davon 58,3 % männlich und 41,7 % weiblich.
Das durchschnittliche Alter in Gnowellen liegt bei 35 Jahren, drei Jahre weniger als der australische Durchschnitt von 38 Jahren. Im Ort leben keine Kinder.